# Jason Bateman
Jason Bateman, ameriški filmski in televizijski igralec, * 14. januar 1969, New York, Združene države Amerike.